# Шапел-Сен-Мезмин
Шапел-Сен-Мезмин (фр. Chapelle-Saint-Mesmin) насеље је и општина у централној Француској у региону Центар (регион), у департману Лоаре која припада префектури Орлеан.
По подацима из 2011. године у општини је живело 9800 становника, а густина насељености је износила 1093,75 становника/km². Општина се простире на површини од 8,96 km². Налази се на средњој надморској висини од 101 метар (максималној 113 m, а минималној 87 m).

## Демографија
| 1962. | 1968. | 1975. | 1982. | 1990. | 1999. | 2011. |
| ----- | ----- | ----- | ----- | ----- | ----- | ----- |
| 3.748 | 5.143 | 6.482 | 7.801 | 8.207 | 8.967 | 9.800 |

График промене броја становника у току последњих година